# Frankenia stuartii
Frankenia stuartii är en frankeniaväxtart som beskrevs av Victor Samuel Summerhayes. Frankenia stuartii ingår i släktet frankenior, och familjen frankeniaväxter. Inga underarter finns listade i Catalogue of Life.